# 越南人民军第7师
越南人民軍第7師，別稱檳椥師，是越南人民軍陸軍的一個步兵師，屬於第4軍。第7師1966年6月14日成立於福隆。